# Névralgie post-zostérienne
La névralgie post-zostérienne est une complication tardive et chronique du zona consistant en une douleur persistante à l'endroit de l'ancienne éruption.

## Épidémiologie
La névralgie post-zostérienne est la complication chronique la plus fréquente du zona, concernant environ un cinquième des personnes atteintes, cette proportion augmentant avec l'âge. Elle serait également plus fréquente si la douleur initiale est plus importante.

## Mécanisme
Les douleurs résultent d'une lésion des voies nerveuses sensitives, avec une atrophie de la corne postérieure de la moelle épinière, une lésion axonale avec démyélinisation au niveau du ganglion spinal.

## Caractéristiques
La douleur est à type de brûlures durant plus de 90 jours après le début de l'éruption. Elle est unilatérale et correspond au territoire du zona (dermatome). Elle peut atteindre des degrés divers, jusqu'à être invalidante et altérer la qualité de vie.
L'examen clinique peut montrer une diminution de la sensibilité au niveau du dermatome, ou au contraire, une hypersensibilité voire une allodynie.

## Traitement
Le tramadol, la gabapentine, les antidépresseurs tricycliques et la prégabaline ont une certaine efficacité.
Un traitement local par application d'emplâtres à la lidocaïne peut soulager les douleurs.
Des patches de capsaïcine peuvent être appliqués en milieu hospitalier, généralement en hôpital de jour. Ce dernier produit nécessite plusieurs applications et peut-être mal toléré (sensation de brûlures à l'application). En France, il est proposé uniquement par les Centres d'Étude et de Traitement de la Douleur (CETD).
Des séances de neurostimulation magnétique transcrânienne (rTMS) peuvent être proposées et ont montré une certaine efficacité dans cette indication.
La thérapie par acupuncture a été confirmée comme un traitement efficace et sûr pour la névralgie post-zostérienne.
L'acupuncture n'a pas démontré d'intérêt en 1983.